# Discografia de April
A discografia de April, um grupo feminino sul-coreano formado pela DSP Media em 2015, consiste em sete extended plays e 11 singles. O extended play de estreia do grupo, Dreaming, foi lançado em 24 de agosto de 2015, juntamente com sua faixa-título "Dream Candy".

## Extended plays
| Título   | Detalhes do álbum                                                                         | Posições nos charts | Vendas        |
| Título   | Detalhes do álbum                                                                         | KOR                 | Vendas        |
| -------- | ----------------------------------------------------------------------------------------- | ------------------- | ------------- |
| Dreaming | - Lançamento: 24 de agosto de 2015 - Empresa: DSP Media - Formato: CD, download digital   | 8                   | - KOR: 2,542+ |
| Spring   | - Lançamento: 27 de abril de 2016 - Empresa: DSP Media - Formato: CD, download digital    | 12                  | - KOR: 4,919+ |
| Prelude  | - Lançamento: 4 de janeiro de 2017 - Empresa: DSP Media - Formato: CD, download digital   | 14                  | - KOR: 8,086+ |
| Eternity | - Lançamento: 20 de setembro de 2017 - Empresa: DSP Media - Formato: CD, download digital | 7                   | - KOR: 7,398+ |
| The Blue | - Lançamento: 12 de março de 2018 - Empresa: DSP Media - Formato: CD, download digital    | 11                  | - KOR: 7,162+ |
| The Ruby | - Lançamento: 16 de outubro de 2018 - Empresa: DSP Media - Formato: CD, download digital  | 10                  | - KOR: 7,070  |
| Da Capo  | - Lançamento: 22 de abril de 2020 - Empresa: DSP Media - Formato: CD, download digital    | 5                   | - KOR: 9,464  |

## Single álbuns
| Título       | Detalhes do álbum                                                                         | Posições nos charts | Vendas        |
| Título       | Detalhes do álbum                                                                         | KOR                 | Vendas        |
| ------------ | ----------------------------------------------------------------------------------------- | ------------------- | ------------- |
| Boing Boing  | - Lançamento: 25 de novembro de 2015 - Empresa: DSP Media - Formato: CD, download digital | 13                  | - KOR: 3,803+ |
| Snowman      | - Lançamento: 20 de dezembro de 2015 - Empresa: DSP Media - Formato: CD, download digital | 14                  | - KOR: 3,483+ |
| MAYDAY       | - Lançamento: 29 de maio de 2017 - Empresa: DSP Media - Formato: CD, download digital     | 9                   | - KOR: 7,250+ |
| Hello Summer | - Lançamento: 29 de julho de 2020 - Label: DSP Media - Formats: CD, download digital      | 6                   | - KOR: 14,408 |

## Singles
| Título                                                                                   | Ano  | Posição nos charts | Vendas              | Álbum        |
| Título                                                                                   | Ano  | KOR                | Vendas              | Álbum        |
| ---------------------------------------------------------------------------------------- | ---- | ------------------ | ------------------- | ------------ |
| "Dream Candy"                                                                            | 2015 | 77                 | - KOR: 51,402+      | Dreaming     |
| "Muah!"                                                                                  | 2015 | 134                | - KOR: 14,055+      | Boing Boing  |
| "Snowman"                                                                                | 2015 | 140                | - KOR: 12,226+      | Snowman      |
| "Tinkerbell"                                                                             | 2016 | 136                | - KOR: 24,893+      | Spring       |
| "April Story"                                                                            | 2017 | 62                 | - KOR: 62,943+      | Prelude      |
| "Mayday"                                                                                 | 2017 | 97                 | - KOR: 18,903       | Mayday       |
| "Take My Hand"                                                                           | 2017 | —                  | - KOR: 16,517       | Eternity     |
| "The Blue Bird"                                                                          | 2018 | —                  | Indisponível        | The Blue     |
| "Oh! My Mistake"                                                                         | 2018 | —                  | Indisponível        | The Ruby     |
| "Oh-E-Oh"                                                                                | 2019 | —                  | - JPN: 2,508 (Fís.) | Sem álbum    |
| "Lalalilala"                                                                             | 2020 | 40                 | Indisponível        | Da Capo      |
| "Now or Never"                                                                           | 2020 | 117                | Indisponível        | Hello Summer |
| "—" indica lançamentos que não figuraram nas paradas ou não foram lançados nessa região. |      |                    |                     |              |

### Singles promocionais
| Título                                                                                   | Ano  | Posição nos charts | Sales        | Album     |
| Título                                                                                   | Ano  | KOR                | Sales        | Album     |
| ---------------------------------------------------------------------------------------- | ---- | ------------------ | ------------ | --------- |
| "The Love of Fingertips" (com vários artistas)                                           | 2016 | —                  | Indisponível | Sem álbum |
| "So You"                                                                                 | 2017 | —                  | Indisponível | Sem álbum |
| "—" indica lançamentos que não figuraram nas paradas ou não foram lançados nessa região. |      |                    |              |           |

## Trilhas sonoras
| Título                                                                                   | Ano  | Posição nos charts | Vendas       | Álbum                       |
| Título                                                                                   | Ano  | KOR                | Vendas       | Álbum                       |
| ---------------------------------------------------------------------------------------- | ---- | ------------------ | ------------ | --------------------------- |
| "I Like You"                                                                             | 2018 | —                  | Indisponível | Dear My Room OST            |
| "Magic Dream"                                                                            | 2019 | —                  | Indisponível | My Strange Hero OST         |
| "Feeling"                                                                                | 2019 | —                  | Indisponível | Extraordinary You OST       |
| "Crazy"                                                                                  | 2020 | —                  | Indisponível | Backstreet Rookie OST       |
| "Falling In Love"                                                                        | 2020 | —                  | Indisponível | Do Do Sol Sol La La Sol OST |
| "—" indica lançamentos que não figuraram nas paradas ou não foram lançados nessa região. |      |                    |              |                             |

## Aparições e Colaborações
| Ano  | Título            | Integrante(s)                 | ´Álbum/Single                                | Nota                                                    |
| ---- | ----------------- | ----------------------------- | -------------------------------------------- | ------------------------------------------------------- |
| 2014 | White             | Somin, Chaewon                | White Letter                                 | Antes do Debut                                          |
| 2014 | You are the one   | Somin, Chaewon                | White Letter                                 | Antes do Debut                                          |
| 2016 | Pick me           | Chaekyung                     | Produce 101                                  |                                                         |
| 2016 | In the same place | Chaekyung                     | 35 Girls 5 Concepts                          | Com Girls on Top                                        |
| 2016 | Clock             | Chaewon, Chaekyung            | Clock                                        |                                                         |
| 2016 | Fingertips love   | Chaewon, Naeun, Yena & Jinsol | Creating a Healthy Cyber World Campaign song | Com B1A4, BTOB, A-JAX, Heo Young-ji, Oh My Girl & Kassy |
| 2016 | Why               | Chaekyung                     | Why                                          | C.I.V.A                                                 |
| 2016 | Molae molae       | Chaekyung                     | Molae molae                                  | I.B.I                                                   |
| 2016 | I.B.I             | Chaekyung                     | Molae molae                                  | I.B.I                                                   |

## Videografia

### Videoclipes
| Ano          | Título           | Diretor                                                  |
| ------------ | ---------------- | -------------------------------------------------------- |
| 2015         | "Dream Candy"    | Digipedi                                                 |
| 2015         | "Muah!"          | Hong Won-ki (Zanybros)                                   |
| 2015         | "Snowman"        | Hong Won-ki (Zanybros)                                   |
| 2016         |                  | Hong Won-ki (Zanybros)                                   |
| "Tinkerbell" |                  | Hong Won-ki (Zanybros)                                   |
| 2017         | "April Story"    | Kim Young-jo & Yoo Seung-woo (Naive Creative Production) |
| 2017         | "Lovesick"       | Park Jin-young                                           |
| 2017         | "Mayday"         | Kim Young-jo & Yoo Seung-woo (Naive Creative Production) |
| 2017         | "Take My Hand"   | Hong Won-ki (Zanybros)                                   |
| 2018         | "The Blue Bird"  | Kim Young-jo & Yoo Seung-woo (Naive Creative Production) |
| 2018         | "Oh! My Mistake" | Jimmy (VIA)                                              |
| 2020         | "LALALILALA"     | Jimmy (VIA)                                              |
| 2020         | "Love with Me!"  | Indisponível                                             |
| 2020         | "Now Or Never"   | Indisponível                                             |

### Aparições em videoclipes
| Ano  | Título                   | Artista                                            | Integrante(s)                 |
| ---- | ------------------------ | -------------------------------------------------- | ----------------------------- |
| 2012 | "(Cheki☆Love)"           | Puretty                                            | Somin, Chaekyung              |
| 2013 | "BABY (Shwa Shwa BABY)"  | Puretty                                            | Somin, Chaekyung              |
| 2013 | "Tell Me Tell Me"        | Rainbow                                            | Chaekyung                     |
| 2014 | "White"                  | DSP Friends                                        | Somin, Chaewon                |
| 2014 | "Born Hater"             | Epik High                                          | Somin                         |
| 2014 | "Stop Stop It"           | Got7                                               | Naeun                         |
| 2016 | "Pick Me"                | Produce 101                                        | Chaekyung                     |
| 2016 | "Clock"                  | Chaewon & Chaekyung                                | Chaewon & Chaekyung           |
| 2016 | "Fingertips Love"        | Com B1A4, BTOB, A-Jax, Youngji, Oh My Girl & Kassy | Chaewon, Naeun, Yena & Jinsol |
| 2016 | "WHY"                    | C.I.V.A                                            | Chaekyung                     |
| 2016 | "MOLAE MOLAE (몰래몰래)" | I.B.I                                              | Chaekyung                     |
| 2016 | "I.B.I"                  | I.B.I                                              | Chaekyung                     |